# Vestec (Běstvina)
Vestec je malá vesnice, část obce Běstvina v okrese Chrudim. Nachází se asi 1,5 kilometru severozápadně od Běstviny. Vestec leží v katastrálním území Vestec u Běstviny o rozloze 1,55 km².

## Historie
První písemná zmínka o vesnici pochází z roku 1497.